# Lizijantus
Lizijantus (lat. Eustoma grandiflorum), poznat i kao eustoma, teksaško zvonce, prerijska lincura, tamnoplavi bolero, lažna ruža, japanska ruža ili prerijska ruža, je rod biljaka eustoma koji potiče iz porodice lincura.  Lizijantus je poreklom iz južnih delova Sjedinjenih američkih država, Meksika i Kariba. Dugo je bio simbol iskrene, duboke i romantične ljubavi.

## Opis biljke
Cvet lizijantusa se sastoji od latica jarkih boja, kao što su plava, roze i ljubičasta, koje mogu da porastu i do 50 milimetara. Postavljene su u kružnom obliku oko centra podsećajući na ružu. Najpopularnije vrste lizijantusa su one sa ružičastim i purpurnim tonovima čije su ivice latica različite boje u odnosu na centar latice. Lizijantus se može naći i u narandžastoj i žutoj boji. U zavisnosti od sorte, stabljika lizijantusa može porasti od 10 centimetara, pa čak i do jednog metra, a sadnica se može raširiti i do 35 centimetara. Lizijantus naseljava tople i suve predele kao što su travnjaci, jarkovi i borove šume. Da bi preživela pod ovim uslovima ova biljka ima veoma gusto, voščano lišće koje sprečava da se isuši. Listovi su obično šiljati, mekani i tamnozelene boje koji naglašavaju privlačnost latica.
Iako je višegodišnja biljka često se gaji kao jednogodišnja i baca nakon cvetanja. U vazi kao rezano cveće traje najmanje nedelju dana, a uz redovno menjanje vode i do dve nedelje. Lizijantus se razmnožava reznicama koje se mogu deliti u jesen. Kada se gaji iz semena, za razvoj biljke je potrebno 22 do 24 dana.

## Gajenje
Lizijantus važi za cvet koji se gaji kao sobna biljka, a u toplijim krajevima podržava gajenje i u bašti. Lizijantus spada u kategoriju težeg uzgajanja ako se gaji iz semena zato se preporučuje gajenje iz sadnica u kojima već postoje pupoljci. Da bi uspešno rastao kao dobra podloga preporučuju se od neutralne do alkalne zemlje sa dobrom drenažom. Ph vrednost zemljišta potrebno je održavati između 6.5 i 7.0. Lizijantusu odgovara zemljište koje je stalno vlažno, treba ga redovno, ali umereno zalivati. Potrebno ga je stalno „hraniti“ kako bi imao jake stabljike i velike cvetove. Preporučuje se korišćenje đubriva koje ima vise kalijuma u odnosu na nitrogen. Zimi je potrebno lizijantus staviti na hladnije mesto, na temperaturi od oko 10 stepeni celzijusa. Za vreme mirovanja treba ga manje zalivati. Lizijantus bi trebalo gajiti u stakleniku ili u drugoj zaštićenoj strukturi kako bi se zaštitio od kiše koja izaziva mrlje na laticama. Kapljice vode u stakleniku uzrokovane kondenzacijom takođe mogu izazvati mrlje na laticama, stoga je potrebno izbaciti višak vlage.
Cvetovi lizijantusa će početi da cvetaju početkom leta, a neki će nastaviti da cvetaju tokom kasnijih meseci leta. Berbu treba početi kada se jedan ili više cvetova otvori. Vremenski period između prvog cvetanja i svakog narednog je obično dug period. Berba prvog cveta rezultira u ujednačeniji skup cvetova po stabljici. Ubrani prvi cvet može se koristiti u  korsažima i malim vazama sa pupoljcima u periodu od dve do tri nedelje.